# Karanggeger
Karanggeger is een bestuurslaag in het regentschap Probolinggo van de provincie Oost-Java, Indonesië. Karanggeger telt 3177 inwoners (volkstelling 2010).